# 阿穆尔河畔共青城
阿穆尔河畔共青城（羅馬化：Komsomolsk-na-Amure），又稱黑龍江畔共青城，简称共青城、青年城，原赫哲语名称是梅勒奇。共青城是位于俄罗斯东部哈巴罗夫斯克边疆区黑龙江畔的一座城市，距离首府伯力404公里（道路），距离莫斯科8700公里（道路）。在2015年共青城有253030人，是俄罗斯远东人口第4多的城市。
阿穆尔河畔共青城是一个工业占主导的城市，自1932年大规模建设以来成为在苏联时代就是及其重要的军工中心，有着“青年人之城”的别称。自1959年至1993年期间阿穆尔河畔共青城也被禁止向外国人开放。目前共青城核心工业有船舶制造、飞机制造厂和钢铁冶炼业。有来自库页岛的油气输入管道经过。阿穆尔河畔共青城也是贝阿铁路和区域重要性的公路运输枢纽。

## 历史
现共青城地区在元朝设立了末里合温站，赫哲语“合温”意为“湖”，末里合温即现共青城南侧的梅勒奇湖（俄语：озеро Мылка/Мылки）。明朝将末里合温称为马勒亨古。
清朝时，现共青城范围内有梅勒奇屯（又译谟尔齐）和图色尔噶珊（满语“噶珊”意为村）。此外现共青城东郊的泽姆吉（俄语：Дзёмги）在清代被称为诸民。

图色尔噶珊从清乾隆五十六年（1791年）至同治十二年（1873年）多次向清政府进贡貂皮，例如乾隆五十六年三姓副都统衙门档案中有：
图色尔噶珊十二户，乡长玉格、子弟乌宁额送来辛亥年貂皮十二张。

自图色尔噶珊分出之十四户，乡长道里、子弟阿齐努送来辛亥年貂皮十四张。
俄国的资料中也提到了梅勒奇屯，如1855年俄罗斯旅行家理查德·马克沿黑龙江旅行途径该地时记录：
（7月31日）从这里开始，我们靠近右岸航行，不久抵达小河雅扎河河口下边，右岸高地好像岩石嶙峋的突出部，直逼河边。雅扎河在当地居民当中特别出名，因为从前满洲官员经常前来这里征收赋税。据我的向导讲，在这条小河对面有一个由三栋土房组成的哈沙尔村庄，但我们没有看见这个村庄。
从雅扎河河口开始，我们仍靠近右岸航行，竭力找一处合适的宿营地点，最后停泊在胡力必拉（山溪）河口附近，在沙岸上支起帐篷，不过这个地点也不完全合乎我们的心意。

一群岛屿的后面，缕缕炊烟冉冉升起，向导告诉我们，那是相当大的果尔特村庄谟尔齐。
在1858年《瑷珲条约》中该地被迫割让给俄国，不過當時雙方都未在现址建立城市，故当时並无漢名。1860年，来自彼尔姆的移民来到此地，在原梅勒奇定居点上建立了名叫彼尔姆斯科耶的村庄，但規模不大。
1930年，苏联全俄罗斯中央执行委员会通过了关于在远东地区经济文化建设的决议。1932年，一个政府委员会来到彼尔姆斯科耶，决定在黑龙江畔建设一座造船厂。1932年5月10日，城市最初的千余名建设者乘坐“第三国际”号和“哥伦布”号，到达今阿穆尔河畔共青城附近，随后在苏联列宁共产主义青年团的指挥下，按照工业中心的规划，开始大规模建设。建设人员中有70%为政治犯。1932年12月10日，全俄罗斯中央执行委员会大会通过决议，正式设立共青城，定名沿用至今。

## 自然地理与气候

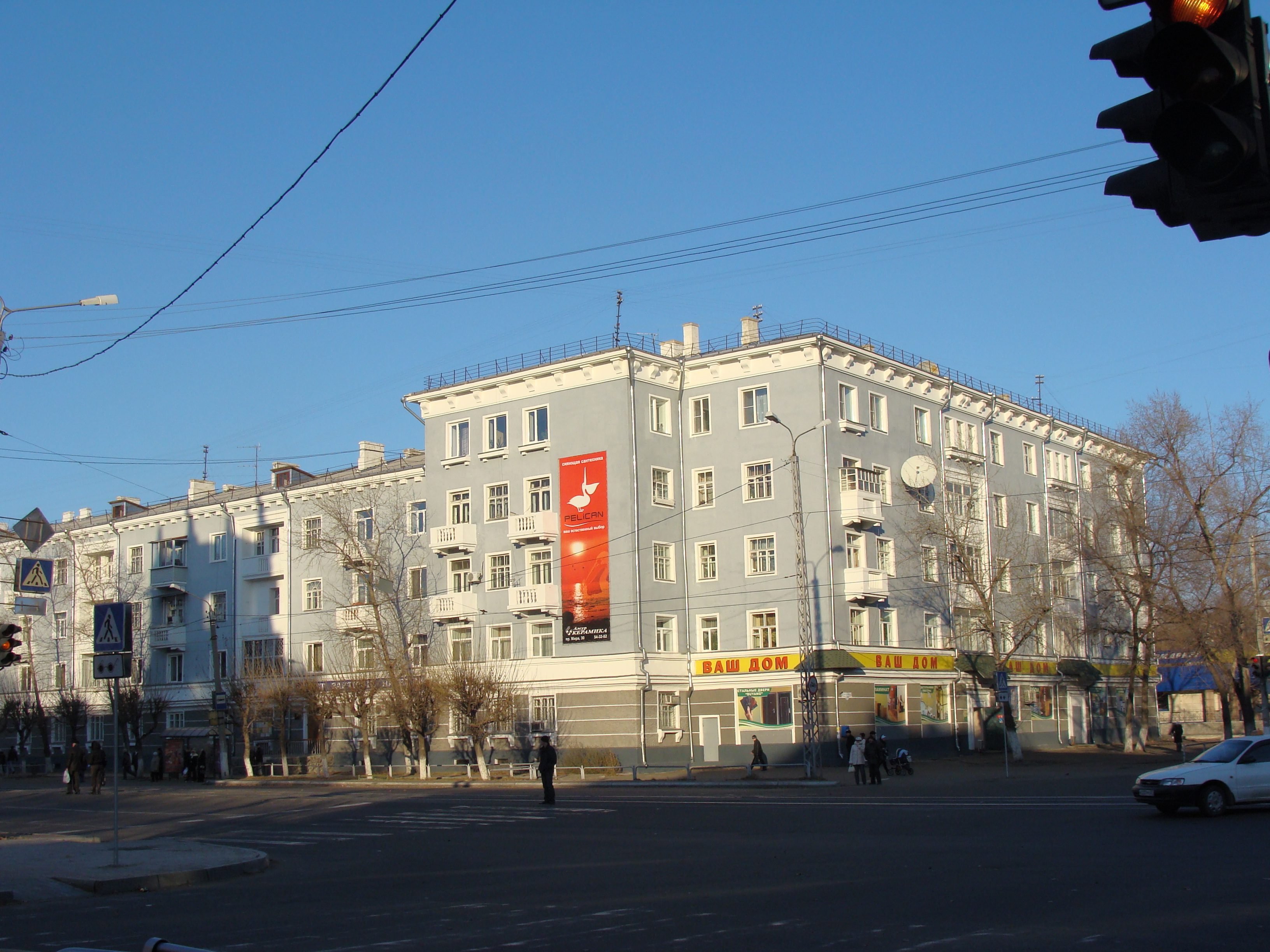
阿穆尔河畔共青城的一条街道

阿穆尔河畔共青城及其郊区在黑龍江左岸绵延长达30公里，阿穆尔河畔共青城附近的黑龍江宽达2.5公里，距离哈巴罗夫斯克边疆区首府伯力356公里，距离太平洋海岸300公里，最近的主要城市是其南方45公里的阿穆尔斯克。该城市处于温带季风气候与温带大陆性湿润气候的过渡地区，降水多在夏季，气温年较差大．
| 阿穆尔河畔共青城           | 阿穆尔河畔共青城 | 阿穆尔河畔共青城 | 阿穆尔河畔共青城 | 阿穆尔河畔共青城 | 阿穆尔河畔共青城 | 阿穆尔河畔共青城 | 阿穆尔河畔共青城 | 阿穆尔河畔共青城 | 阿穆尔河畔共青城 | 阿穆尔河畔共青城 | 阿穆尔河畔共青城 | 阿穆尔河畔共青城 | 阿穆尔河畔共青城 |
| 月份                       | 1月              | 2月              | 3月              | 4月              | 5月              | 6月              | 7月              | 8月              | 9月              | 10月             | 11月             | 12月             | 全年             |
| -------------------------- | ---------------- | ---------------- | ---------------- | ---------------- | ---------------- | ---------------- | ---------------- | ---------------- | ---------------- | ---------------- | ---------------- | ---------------- | ---------------- |
| 平均高温 °C（°F）          | −17.1 (1.2)      | −13.5 (7.7)      | −3.5 (25.7)      | 6.8 (44.2)       | 16.1 (61.0)      | 21.9 (71.4)      | 24.8 (76.6)      | 23.7 (74.7)      | 17.3 (63.1)      | 7.4 (45.3)       | −5.9 (21.4)      | −16.2 (2.8)      | 3.4 (38.1)       |
| 日均气温 °C（°F）          | −21.5 (−6.7)     | −18.5 (−1.3)     | −8.5 (16.7)      | 2.8 (37.0)       | 11.3 (52.3)      | 17.4 (63.3)      | 20.8 (69.4)      | 19.6 (67.3)      | 12.9 (55.2)      | 3.3 (37.9)       | −10.0 (14.0)     | −20.3 (−4.5)     | −0.9 (30.4)      |
| 平均低温 °C（°F）          | −25.7 (−14.3)    | −23.6 (−10.5)    | −14.0 (6.8)      | −1.3 (29.7)      | 7.0 (44.6)       | 13.4 (56.1)      | 17.8 (64.0)      | 16.7 (62.1)      | 9.5 (49.1)       | −0.2 (31.6)      | −11.5 (11.3)     | −24.2 (−11.6)    | −5.2 (22.6)      |
| 平均降水量 mm（）          | 30 (1.2)         | 11 (0.4)         | 30 (1.2)         | 27 (1.1)         | 58 (2.3)         | 65 (2.6)         | 95 (3.7)         | 107 (4.2)        | 73 (2.9)         | 45 (1.8)         | 22 (0.9)         | 23 (0.9)         | 586 (23.1)       |
| 平均降水天数               | 14               | 12               | 13               | 15               | 15               | 13               | 15               | 14               | 14               | 13               | 16               | 15               | 169              |
| 平均降雨天数               | 0                | 0                | 1                | 7                | 14               | 13               | 15               | 14               | 14               | 8                | 1                | 0                | 87               |
| 平均降雪天数               | 14               | 12               | 13               | 11               | 3                | 0                | 0                | 0                | 0                | 8                | 15               | 15               | 91               |
| 来源1：Khabarovsk-meteo.ru |                  |                  |                  |                  |                  |                  |                  |                  |                  |                  |                  |                  |                  |
| 来源2：Weatherbase         |                  |                  |                  |                  |                  |                  |                  |                  |                  |                  |                  |                  |                  |

## 教育与科学

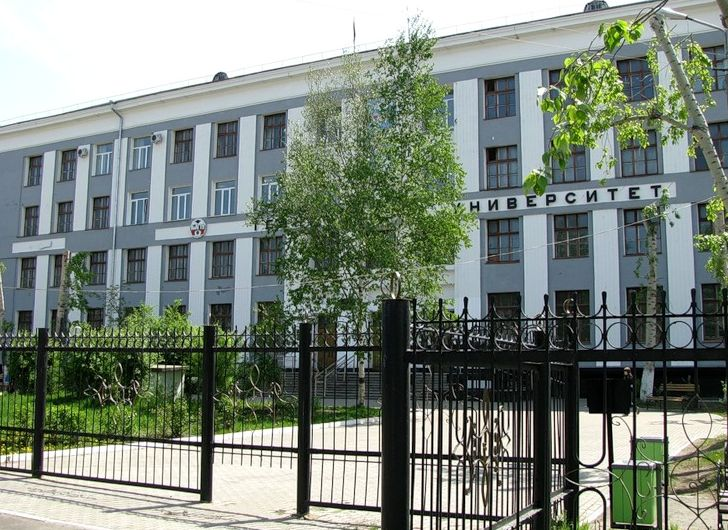
阿穆尔河畔共青城国立大学

阿穆尔河畔共青城是一个小型科教中心，其所有活动都旨在促进城市企业的运作和维护。共青城有两所高等教育机构，主要从事应用科学和基础科学研究。该市是俄罗斯科学院远东分院机械工程与冶金研究所的所在地。加加林飞机制造厂也位于该城。

### 高等教育机构
市内有两所独立的高等教育机构和多个高等教育机构分支机构。
- 阿穆尔州人道主义师范大学（2007年前称为阿穆尔河畔共青城国立师范大学，前身为一所研究所），1954年建校
- 阿穆尔河畔共青城国立大学（1994年前称为阿穆尔河畔共青城理工学院，2017年前称为阿穆尔河畔共青城国立技术大学），1955年建校
- 远东开放学院
- 现代人文学院分院
- 哈巴罗夫斯克地区教育发展研究所

### 职业教育机构
全市有职业教育机构12所（技校5所，大专2所，职业学校约5所）
- 州长飞机制造学院
- 建筑学院
- 冶金学院
- 技术与服务学院
- 木材工业技术学校
- 阿穆尔河畔共青城船舶机械技术学校
- 财经学院。
- 哈巴罗夫斯克国立医学院共青城分部
- 联邦监狱服务第329号职业学校

截至2007年，全市共有学校59所，其中有：
- 通识教育类学校--34所，包括体育场馆、中学和高等学校
- 体育学校--4所
- 寄宿学校惩教和特殊学校--7所
- 音乐学校--4所
- 业余教育学校（夜校)--3所
- 外语学校--2所
- 设计学院--1所
- 托儿所--1所
- 其他学校--3所[16]

## 工业
俄罗斯飞机制造商苏霍伊的阿穆尔河畔共青城加加林飞机制造厂位于此地，阿穆尔造船厂也位于该市。

## 友好城市
- 中国黑龙江省佳木斯市[17]（1994年6月11日）
- 日本新潟县加茂市